# Tamany-félsziget
A Tamany-félsziget (orosz nyelven: Тама́нский полуо́стров, Tamanszkij poluosztrov) a mai Oroszország Krasznodari határterületén helyezkedik el.

## Fekvése

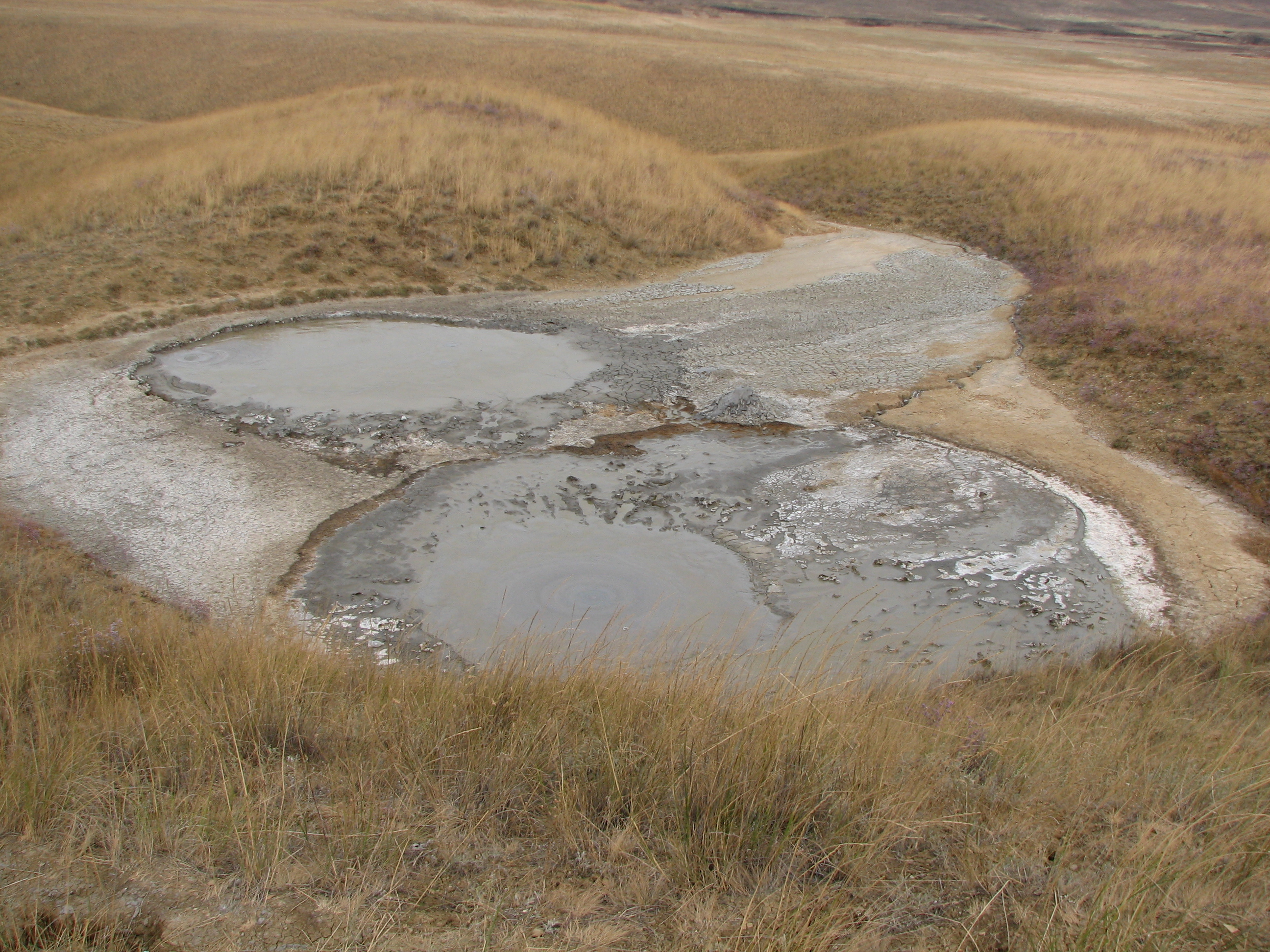
Iszapvulkán a Tamany-félszigeten

Északon az Azovi-tenger, nyugaton a Kercsi-szoros, délen a Fekete-tenger határolja.

## Nevének eredete
A "Taman" név egyik változata szerint az elnevezés cserkesz eredetű, mely szerint a "temen" elnevezés a mocsár szóból ered, amely megfelel a terület mocsaras természetének.

## Története

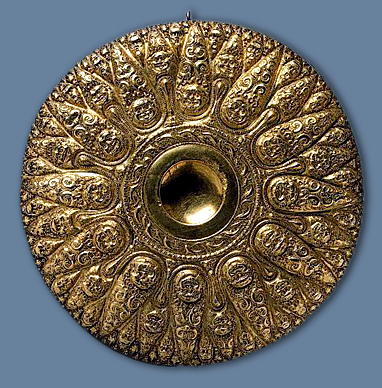
Egy a félszigeten talált görög tál a Kr.e. 4. századból az ókori Hermonessa, később Tmutarakan közeléből

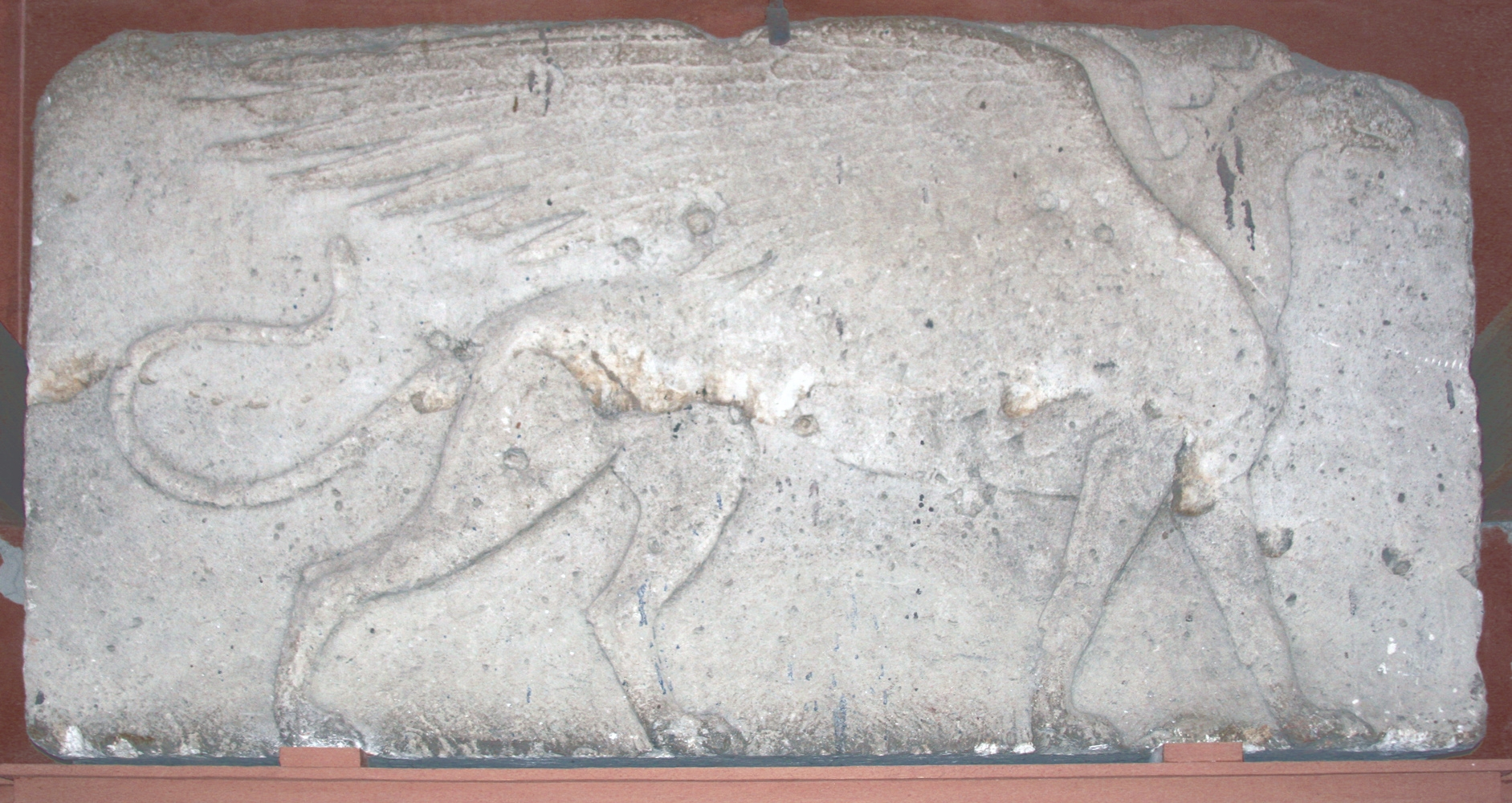
Phanagoriai mészkő sírkő griffel, Kr.e. 4. vége – 3. század eleje

A terület az elmúlt két évezred során fejlődött ki egy szigetláncból a mai félszigetté. Az Ókorban a félszigetet a görögök Sindikè chersònesus (görög nyelven: Σινδική χερσόνησος, Sindi félsziget) néven ismerték, az itt található Hermonassa és Phanagoria nevű görög kolóniáik után.
A klasszikus időszakban a terület a Boszporoszi Királyság része lett;  vegyes lakosságát szarmaták, görögök, pontusi anatóliai telepesek és zsidók alkották.
Az időszámításunk utáni 4. században a területet előbb a hunok birtokolták, később Nagy-Bulgária fővárosa volt, majd a 7. század közepén a kazárok kezére került. A Kazár Birodalom felbomlása után a félsziget a kazár zsidó utódállam részét képezte egy Dávid nevű uralkodó alatt. A 980-as évek végére a kipcsakok kezére kerülése előtt nagyrészt a Kijevi Rusz és az orosz Tmutarakani Fejedelemség birtokába került. 1239-ben a mongolok foglalták el a területet, majd 1419-ben Genova birtoka lett a krími Gazáriával együtt.
A 15. század nagy részében a Simeone de Guizolfi genovai zsidó által alapított Guizolfi (Ghisolfi) család uralta, majd 1483-ban a Krími Kánság foglalta el a Tamany-félszigetet. 
1783-ban az Oszmán Birodalom része lett, és Kaffai vilajet idejében oszmán szandzsák lett, majd 1791-ben az 1787–1792 közötti orosz-török háború során az Orosz Birodalom irányítása alá került, majd 1792-ben azonban Oroszország visszaadta az oszmánoknak, végül 1828-ban ismét Oroszországhoz került. 
A következő évszázadban a terület nagy része ritkán lakott volt. A legnagyobb település a kozák Tamany városa (később sztanyica) volt, a modern időkben Tyemrjuk kikötőváros lett.

## Földrajza
A félsziget kis Iszapvulkánokat, valamint földgáz- és kőolajlelőhelyeket tartalmaz. A sekély, sótalan tavak és a halak és vadak lakta helyi torkolatok, partjait vastag nádasok nőtték be, mocsaras, járhatatlan területet alkotva.

## Régészet

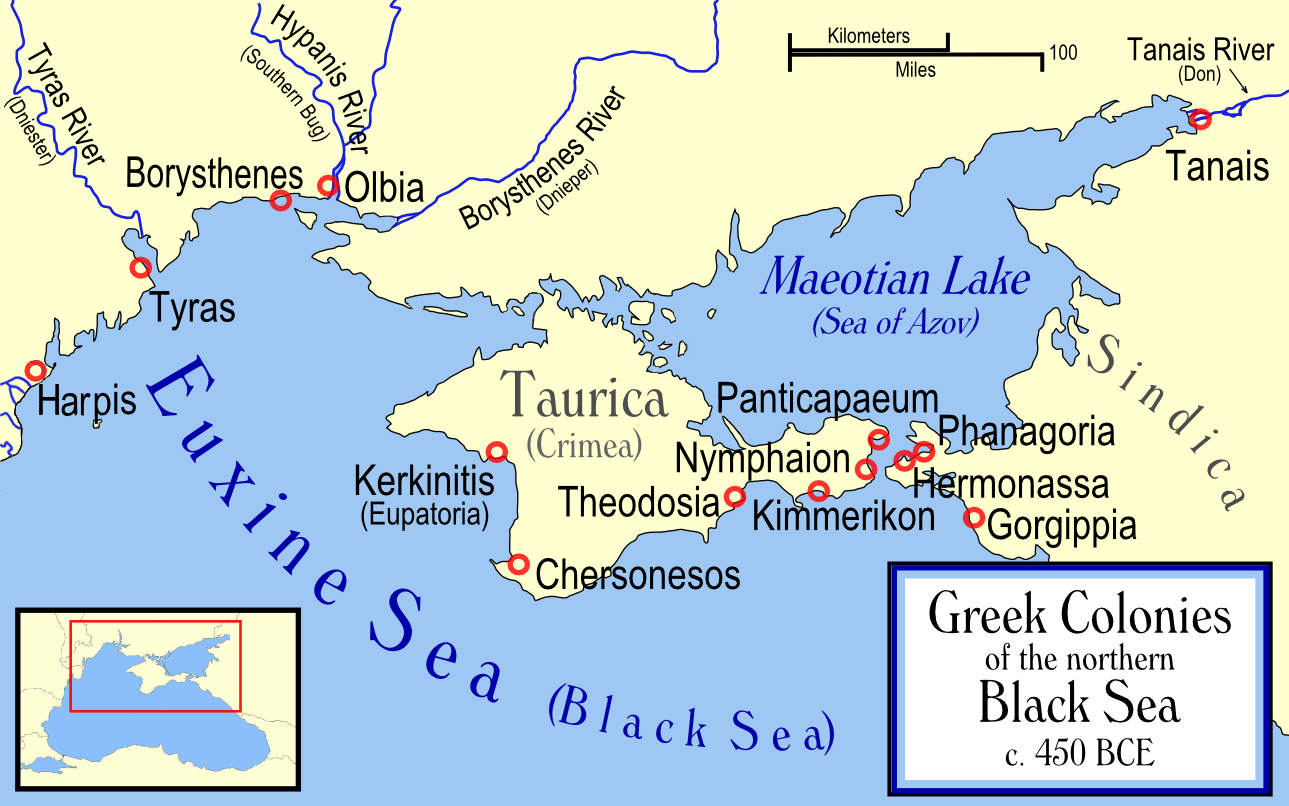
Ökori görög gyarmatváosok térképe a Tamany félsziget területén

Egy 2018-as feltárás során a régészek a területen ókori görög hangszerek; egy hárfa és egy líra maradványait fedezték fel, melyek a Volna nevű település közelében végzett műszeres vizsgálatok során kerültek elő egy ősi nekropolisz területéről. A régészek állítása szerint itt a Kr.e. 6. század második negyedétől az i.sz. 4. századig létezett egy görög polisz, amely a Boszporoszi Királysághoz tartozott.